# Zawila
Zawila o Zuwayla (àrab: زويلة, Zawīla o Zuwayla) fou la capital medieval islàmica del Fezzan, avui a Líbia.
No existia el 666/667 quan Uqba ibn Nafi va passar prop del lloc. Fou fundada probablement a l'inici del segle viii i a mitjan segle ja ere el centre de la regió; estava sota domini dels amazics hawwara, que seguien les doctrines ibadites.
El primer imamat ibadita de Tripolitana fou eliminat pel general abbàssida Muhammad ibn al-Ashath al-Khuzai que va enviar un contingent a Zawila, i el cap local de Zawila, Abd Allah ibn Hayyan al-Ibadi va resultar mort i la ciutat fou ocupada. Però les doctrines no foren extirpades.
A l'època dels rustàmides Zawila va caure sota control de l'imam de Tahart al límit de la seva zona d'influència. Al segle ix hi van arribar ibadites procedents de Khorasan i Bàssora i altres regions allunyades i van portar una notable erudició ibadita. El 918/919 després de la caiguda de Tahart, els Banu Khattab van establir una dinastia ibadita independent amb centre a Zawila que va subsistir fins al segle XII. En aquest temps Fezzan va estar dividit en dues entitats: la part occidental formava l'imamat de Djarma (Garama), mentre l'oriental formava l'imamat de Zawila; la segona era la més important i rica, però les dues seguien sent ibadites. L'economia de Zawila descansava en el comerç transsaharià a través de Kuwar cap al llac Txad i Kanem; es comerciava amb esclaus principalment, però també altres mercaderies. La població era de majoria amaziga amb una notable minoria de sudanesos negres que parlaven el teda o el kanuri.
A partir del segle xi bandes procedents del Kanem van atacar Zawila i la van debilitar i finalment la dinastia Banu Khattab fou enderrocada el 1176/1177 per l'armeni Sharaf al-Din Qaràqux, un teòric general dels aiúbides d'Egipte. Qaràqux va dominar el Fezzan i Tripolitana, però en les lluites de l'època en les quals els mallorquins Banu Ghaniya van tenir el paper principal, Zawila va seguir perdent pes i la major part del Fezzan va acabar en mans de Kanem al final del segle XII. Els sobirans de Kanem van establir la seva capital a Traghan a uns quilòmetres a l'oest de Zawila.
Kanem va governar al Fezzan tot el segle xiii, però al segle xiv els governadors locals, els Banu Nasur, es van fer independents. Al segle xv els hàfsides hi van imposar sovint la sobirania i Zawila va recuperar la condició de capital; al mateix temps els disturbis a Kanem va provocar el descens del comerç transaharià; quan aquest es va recuperar Zawila ja havia perdut la seva importància. A l'inici del segle xvi va agafar el poder la dinastia Awlad Muhammad que va establir la seva capital a Murzuk a l'oest de Zawila. Aquesta ciutat es va despoblar i va quedar a l'oblit.